# Nathuram Vinayak Godse
Nathuram Vinayak Godse (marathi: नथुराम विनायक गोडसpp)  (Baramati, 19 de maig de 1910 - Ambala, 15 de novembre de 1949) fou l'executor de l'assassinat de Mahatma Gandhi, una de les principals figures en el moviment independentista de l'Índia davant Gran Bretanya el 30 de gener de 1948.
Godse va matar Gandhi el 30 de gener de 1948 a les 05:17 de la tarda, a la Birla-House, al quarter general del Mahatma a Nova Delhi. Acostant-s'hi durant la pregària vespertina, li va fer una reverència, i després la reneboda de Gandhi, Manu, que sempre acompanyava el sant, li va dir "Germà, Bapu ja està endarrerit ..." i el va tractar d'allunyar. Ell la va apartar i li va disparar tres vegades al pit a boca de canó amb una pistola semiautomàtica Beretta de calibre 38. Després del tiroteig, no va intentar escapar o amenaçar ningú més, tot i que encara tenia l'arma. Va ser tirat a terra pel jardiner Raghu Naik, i no es va resistir; encara quan alguns de la multitud van començar a colpejar-lo, no es va defensar. Gandhi desaprovava els conflictes religiosos que van seguir la independència de l'Índia, defensant als musulmans en territori hindú, factor causant de l'homicidi.
Nathuram va ser executat el 15 de novembre de 1949. No obstant això, el que es considera com a instigador de l'assassinat, el president del partit Mahasabha, Vinaiak Damodar Savarkar, va quedar lliure sense cap càrrec per falta de proves.